# Heinrich Graf zu Dohna-Schlobitten
Heinrich Burggraf und Graf zu Dohna-Schlobitten (15 de octubre de 1882 - 14 de septiembre de 1944) fue un mayor general alemán y combatiente de la resistencia en el complot del 20 de julio para asesinar a Adolf Hitler en la Guarida del Lobo en Prusia Oriental. Era Caballero de Justicia de la Orden de San Juan, que era observada con desaprobación por los nazis.

## Primeros años
Dohna-Schlobitten nació en Waldburg (ahora Nikolajewka, Rusia) cerca de Königsberg, Prusia Oriental, siendo el hijo de una famosa familia noble prusiana. Empezó su carrera como soldado profesional y ya era enseña (Fahnenjunker) para 1901. En la Primera Guerra Mundial, sirvió como oficial del Estado Mayor General, pero tuvo que abandonar el reducido ejército en 1919. Subsiguientemente se convirtió en un miembro del Baltische Landwehr, pero por razones éticas decidió abandonar el ejército. Después se opuso al Nazismo y fue activo en el Bruderrat ("consejo hermano") de la Iglesia Confesante en la antigua Provincia Eclesiástica de Prusia Oriental.

## II  Guerra Mundial
En 1939, Dohna-Schlobitten fue removilizado como oficial del Estado Mayor General y fue seleccionado como Jefe de Estado Mayor en el Distrito de Defensa I en Königsberg, y después fue promovido a Jefe de Estado Mayor del Grupo de Ejércitos Centro. Actuó como líder de cuerpo en Francia, Noruega y Finlandia.
El último puesto de Dohna-Schlobitten fue como mayor general y Jefe del Comando General interino en Danzig (ahora Gdańsk, Polonia), antes de abandonar la Wehrmacht a petición propia en 1943. A partir de entonces, se  ganó la vida como granjero en Tolksdorf (ahora Tołkiny, Polonia) en Prusia Oriental.
Dohna-Schlobitten mantuvo contactos con el líder de la resistencia Carl Friedrich Goerdeler, y pronto estuvo involucrado en el Círculo de Kreisau de Helmuth James von Moltke a través del colega aristócrata Peter Yorck von Wartenburg. Si el atentado contra la vida de Hitler el 20 de julio de 1944 hubiera tenido éxito, Dohna-Schlobitten era visto como el nuevo administrador provincial de Prusia Oriental. El día después del intento de asesinato de Claus Schenk von Stauffenberg con un maletín bomba, Dohna-Schlobitten fue arrestado, y el 14 de septiembre de 1944, fue sentenciado a muerte en el infame Volksgerichtshof (Tribunal del Pueblo) nazi de Roland Freisler. Fue ejecutado el mismo día en la prisión de Plötzensee, junto con Nikolaus von Üxküll-Gyllenband, Hermann Josef Wehrle y Michael Graf von Matuschka.
Dohna estaba casado con María Inés, nacida von Borcke, con quien tenía una hija y tres hijos varones.